# Oenanthe psychrophila
Oenanthe psychrophila är en flockblommig växtart som beskrevs av John Ball. Oenanthe psychrophila ingår i släktet stäkror, och familjen flockblommiga växter. Inga underarter finns listade i Catalogue of Life.